# Atlas Copco
Atlas Copco – szwedzkie przedsiębiorstwo założone w 1873 r., którego działalność obejmuje sprzedaż, wynajem i serwis urządzeń z zakresu techniki sprężonego powietrza, techniki górnictwa i budownictwa oraz techniki przemysłowej.
Grupa Atlas Copco, to międzynarodowe przedsiębiorstwo, którego główna siedziba mieści się w Nacka w Szwecji.
Firmy należące do grupy Atlas Copco produkują i dostarczają urządzenia do wytwarzania i uzdatniania sprężonego powietrza, przemysłowe elektronarzędzia, urządzenia stosowane w przemyśle górniczym i wydobywczym, oferują usługi związane ze sprężonym powietrzem oraz wynajem urządzeń. Urządzenia są sprzedawane lub wynajmowane poprzez ogólnoświatową sieć sprzedaży i wynajmu w ponad 180 krajach. Struktura grupy opiera się na cztery obszarach biznesowych: Compressor Technique, Construction Technique Mining Technique, oraz Industrial Technique, wewnątrz których działają poszczególne dywizje.
W Polsce firma istnieje od 1994 i nosi nazwę Atlas Copco Polska spółka z o.o. Centrala polskiego przedstawicielstwa mieści się w Warszawie. Zatrudnia 350 osób.

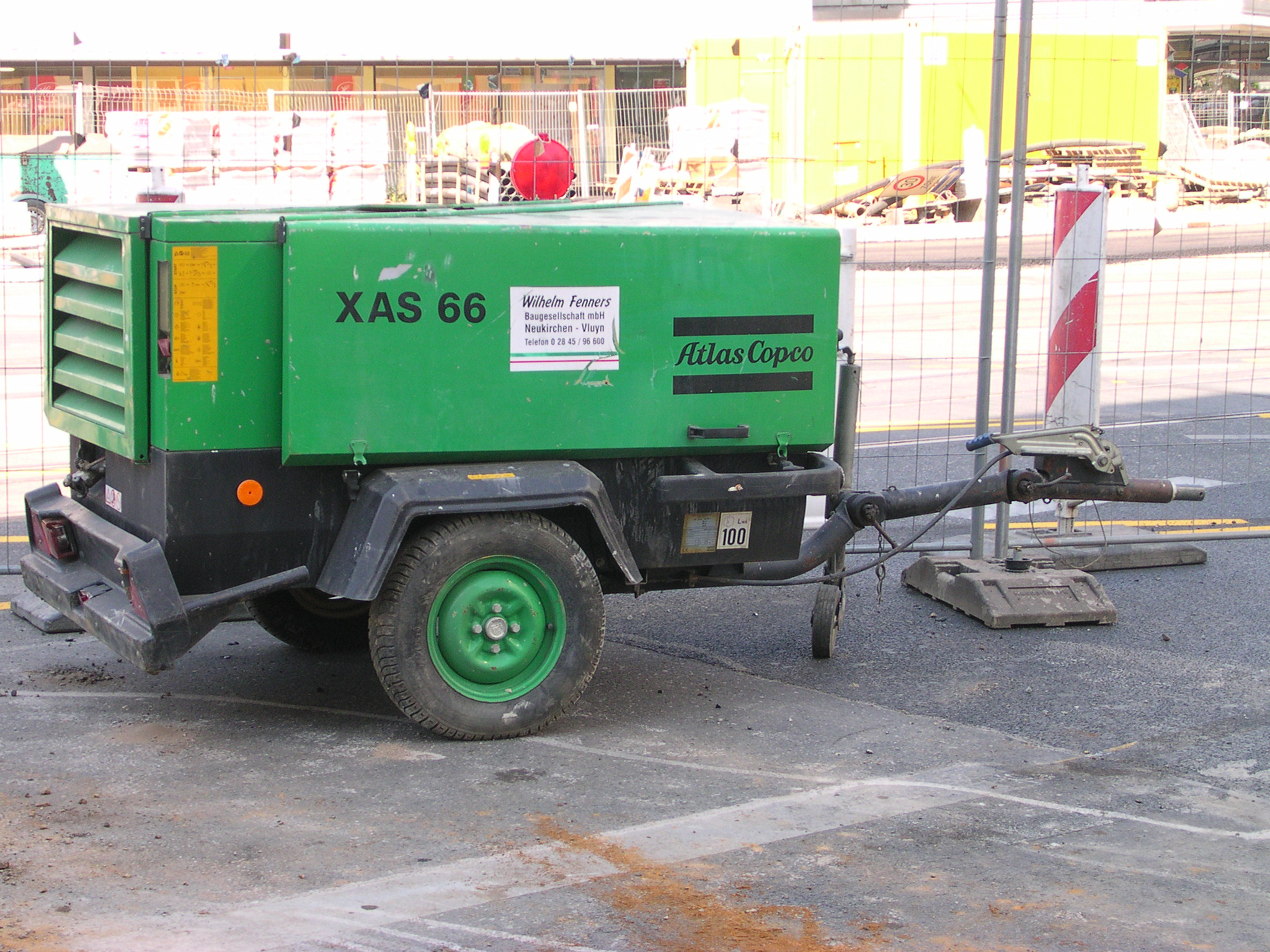
Kompresor XAS 66

## Historia
- 21 lutego 1873 – firma AB Atlas pod kierownictwem Eduard Franckel rozpoczyna działalność, zaplecze finansowe zapewnił jej m.in. A. O. Wallenberg.
- 1873 – AB Atlas nabyła firmę Ekenbergs Soner, producenta lokomotyw.
- 1890 – AB Atlas uległa likwidacji po problemach finansowych spowodowanych wzrostem na rynku liczby małych, konkurencyjnych firm. Dzięki pomocy A. O. Wallenberg, jego syna oraz banku Enskilda Banken udało się zrestrukturyzować firmę.
- 1898 – AB Atlas nabył prawa własności do szwedzkiego producenta silników wysokoprężnych – firmy Rudolf Diesel, która stała się przedstawicielstwem AB Atlas pod nazwą AB Diesels Motorer.
- 1901 – oficjalnie rozpoczęto produkcję pierwszego narzędzia pneumatycznego – był to nitujący młot pneumatyczny, który oryginalnie był zaprojektowany i wykorzystywany do pracy w warsztatach firmy Rudolf Diesel.
- 1905 – wyprodukowano pierwszą sprężarkę przewoźną (mobilną)
- 1911 – AB Atlas przenosi produkcję z sektora związanego z produkcją lokomotyw do sektora o bardziej zaawansowanym profilu produkcji: (sprężarki i urządzenia zasilane sprężonym powietrzem), gdzie konkurencja nie była jeszcze tak bardzo rozwinięta.
- 1917 – AB Atlas skonsolidowała firmę pod nazwą AB Atlas Diesel i zaprzestała produkcji silników parowych.
- 1920 – załamanie rynku i kryzys, jaki miał miejsce po zakończeniu I wojny światowej spowodował, że sprzedaż w branży sprężonego powietrza w firmie AB Atlas Diesel bardzo ucierpiała. W związku z tą sytuacją firma położyła większy nacisk na produkcję silników wysokoprężnych.
- 1924 – firma AB Atlas Diesel zmieniła lokalizację na Sickla, Nacka i sprzedała część aktywów w celu poprawy płynności przedsiębiorstwa.
- 1948 – AB Atlas Diesel sprzedała część firmy związaną z produkcją silników Diesla po tym, jak okazało się, że nie przynoszą zysku, jako silniki służące do zasilania sprężarek. Szwedzki oddział firmy – Polar Atlas, który zajmował się produkcją silników wysokoprężnych dla statków (zał. W 1903 r.) został przekształcony w Atlas Copco.
- 1956 – AB Atlas Diesel oficjalnie zmienił nazwę na Atlas Copco. Słowo copco jest akronimem belgijskiego ekwiwalentu Compagnie Pneumatique Commerciale. Następnie Atlas Copco nabywa firmę Arpic Engineering NV.
- 1968 – Grupa AB Atlas Copco została podzielona na trzy obszary produkcyjne – Atlas Copco Mining & Construction Techniques (MCT), Atlas Copco Airpower oraz Atlas Copco Tools.
- 1972 – Atlas Copco MCT wprowadza na rynek pierwszy całkowicie hydrauliczny młot do kruszenia skał, modellCOP1038.
- 1975 – AB Atlas Copco kupiło pakiet większościowy udziałów w firmie Berema – znanej z produkcji lekkich wiertnic skalnych zasilanych silnikami spalinowymi, jako uzupełnienie wiertnic Cobra własnej produkcji.
- 1976 – po dołączeniu do grupy francuskiej firmy Mauguière wiertnice zostały wyposażone również w mniejsze sprężarki.
- 1984 – firma dostarczyła sprzęt do prowadzenia wykopalisk archeologicznych w pobliżu Melbourne w Australii (odkryto tam szkielet dinozaura). W podziękowaniu dinozaur został nazwany Atlaskopkozaur.
- 2009 – 8 maja miało miejsce otwarcie centrum obsługi klienta ADS Blast Hole Drill facility & Customer Center w Nankinie w Chinach.
- 2009 – Atlas Copco zdobyła certyfikat[1] niemieckiego instytutu TÜV potwierdzający możliwość odzyskania w postaci ciepła nawet 100% energii elektrycznej dostarczonej do sprężarki.
- 2017 – Atlas Copco rozdzieliła się na dwie firmy, Atlas Copco, która będzie kontynuować działalność w obszarze sprężarek powietrza, generatorów prądu i narzędzi pneumatycznych oraz Epiroc, której działalność skupi się na sprzęcie górniczym i wyburzeniowym.

## Produkty
Firma Atlas Copco zajmuje się projektowaniem, produkcją i sprzedażą szerokiego spektrum produktów dla zróżnicowanego segmentu odbiorców w każdej z gałęzi przemysłu.
| Sprężarki i generatory                           | Sprzęt budowlany i górniczy                             | Narzędzia pneumatyczne i systemy montażowe                                                                     |
| ------------------------------------------------ | ------------------------------------------------------- | --- |
| Sprężarki stacjonarne                            | Sprzęt wyburzeniowy                                     | Narzędzia przemysłowe                                                                                          |
| Sprężarki przewoźne (mobilne)                    | Wiertarki pneumatyczne                                  | Urządzenia montażowe i obróbcze                                                                                |
| Urządzenie do uzdatniania powietrza i kondensatu | Wiertnice strzałowe                                     | Narzędzia przemysłowe mające zastosowanie w przemyśle samochodowym oraz innych branżach produkcji przemysłowej |
| Generatory prądu                                 | Obrotowe wiertnice strzałowe                            | Akcesoria i części zamienne do oferowanych systemów                                                            |
| Sprężarki gazów procesowych i turboekspandery    | Osprzęt do wierceń poszukiwawczych                      | |
| Wynajem urządzeń i usługi posprzedażne           | Narzędzia wiertnicze                                    | |
|                                                  | Wozy podziemne                                          | |
|                                                  | Geoinżynieria                                           | |
|                                                  | Urządzenie do wiercenia szybików i szybów               | |
|                                                  | Kotwienie i wzmacnianie skał                            | |
|                                                  | Wiertnice do wiercenia za woda i gazem z pokładów węgla | |
|                                                  | Maszyny do prac drogowych                               | |

## Dyrektorzy i kadra zarządzająca
- 1873–1887: Eduard Fränckel
- 1887–1909: Oscar Lamm
- 1909–1940: Gunnar Jacobsson
- 1940–1957: Walter Wehtje
- 1957–1970: Kurt-Allan Belfrage
- 1970–1975: Erik Johnsson
- 1975–1991: Tom Wachtmeister
- 1991–1997: Michael Treschow
- 1997–2002: Giulio Mazzalupi
- 2002–2009: Gunnar Brock
- 2009–2017: Ronnie Leten
- 2017–: Mats Rahmström